# Первомайский район (Оренбургская область)
Первома́йский райо́н — административно-территориальная единица (район) и муниципальное образование (муниципальный район) в Оренбургской области России.
Административный центр — посёлок Первомайский.

## География
Первомайский район расположен на юго-западе Оренбургской области и граничит: на юге — с Республикой Казахстан, на западе — с Самарской областью, на юго-западе — с Саратовской областью, на севере — с Курманаевским, на северо-востоке — с Тоцким, на востоке — с Ташлинским районами.
Площадь территории — 5055 км². Наибольшая протяженность с севера на юг — 87 км, с запада на восток — 108 км.

## История
Район был образован как Тёпловский (центр — с. Тёпловка) в июне 1928 года в составе Казахской АССР в составе РСФСР. 7 декабря 1934 года бо́льшая часть района была передана из состава Казакской АССР в состав Оренбургской области. Переименован в Первомайский 21 мая 1962 года (центр перенесён в посёлок Первомайский).

## Население
| 2002    | 2003    | 2004    | 2009    | 2010    | 2012    | 2013    | 2014    | 2015    |
| ------- | ------- | ------- | ------- | ------- | ------- | ------- | ------- | ------- |
| 30 161  | ↘30 100 | ↘29 800 | ↘28 516 | ↘25 626 | ↘25 468 | ↘25 188 | ↘24 913 | ↘24 791 |
| 2016    | 2017    | 2018    | 2019    | 2020    | 2021    |         |         |         |
| ↘24 551 | ↘24 275 | ↘23 997 | ↘23 636 | ↘23 271 | ↘21 752 |         |         |         |

### Национальный состав
Русские — 64 %, казахи — 22 %, мордва — 4 %, украинцы — 3 %, татары — 3 %.

## Территориальное устройство
Первомайский район как административно-территориальная единица области включает 15 сельсоветов. В рамках организации местного самоуправления, Первомайский муниципальный район включает соответственно 15 муниципальных образований со статусом сельских поселений (сельсоветов)::
| №  | Муниципальное образование | Административный центр | Количество населённых пунктов | Население (чел.) | Площадь (км²) |
| -- | ------------------------- | ---------------------- | ----------------------------- | ---------------- | ------------- |
| 1  | Володарский сельсовет     | посёлок Володарский    | 5                             | ↘3409            | 518,55        |
| 2  | Красновский сельсовет     | село Красное           | 5                             | ↘967             | 361,78        |
| 3  | Ленинский сельсовет       | посёлок Ленинский      | 6                             | ↘978             | 427,22        |
| 4  | Малозайкинский сельсовет  | посёлок Малый Зайкин   | 5                             | ↘1127            | 613,69        |
| 5  | Мирошкинский сельсовет    | село Мирошкино         | 2                             | ↘678             | 221,70        |
| 6  | Первомайский сельсовет    | посёлок Первомайский   | 1                             | ↘5959            | 21,36         |
| 7  | Пылаевский сельсовет      | село Озёрное           | 2                             | ↘819             | 190,47        |
| 8  | Революционный сельсовет   | посёлок Революционный  | 1                             | ↘482             | 235,15        |
| 9  | Рубежинский сельсовет     | посёлок Рубежинский    | 4                             | ↘1130            | 492,26        |
| 10 | Сергиевский сельсовет     | село Сергиевка         | 3                             | ↘755             | 260,29        |
| 11 | Соболевский сельсовет     | село Соболево          | 4                             | ↘1462            | 197,37        |
| 12 | Советский сельсовет       | село Советское         | 2                             | ↘706             | 233,26        |
| 13 | Уральский сельсовет       | посёлок Уральский      | 6                             | ↘1281            | 592,98        |
| 14 | Фурмановский сельсовет    | посёлок Фурманов       | 9                             | ↘1754            | 485,37        |
| 15 | Шапошниковский сельсовет  | село Шапошниково       | 3                             | ↘604             | 203,72        |

Законом Оренбургской области от 12 мая 2015 года был упразднён Тюльпанский сельсовет, все населённые пункты которого были включены в Фурмановский сельсовет.

### Населённые пункты
В Первомайском районе 58 населённых пунктов.
| №  | Населённый пункт | Тип     | Население | Муниципальное образование |
| -- | ---------------- | ------- | --------- | ------------------------- |
| 1  | Бакаушин         | посёлок | 59        | Шапошниковский сельсовет  |
| 2  | Балабанка        | посёлок | 22        | Малозайкинский сельсовет  |
| 3  | Башкировка       | посёлок | 124       | Фурмановский сельсовет    |
| 4  | Большепрудный    | посёлок | 198       | Рубежинский сельсовет     |
| 5  | Большой Зайкин   | посёлок | 152       | Малозайкинский сельсовет  |
| 6  | Вербовый Сырт    | посёлок | 168       | Шапошниковский сельсовет  |
| 7  | Веснянка         | посёлок | 91        | Володарский сельсовет     |
| 8  | Ветёлки          | посёлок | 105       | Уральский сельсовет       |
| 9  | Володарский      | посёлок | 1943      | Володарский сельсовет     |
| 10 | Долинный         | посёлок | 1         | Уральский сельсовет       |
| 11 | Дружный          | посёлок | 70        | Рубежинский сельсовет     |
| 12 | Зарево           | посёлок | 249       | Володарский сельсовет     |
| 13 | Зори             | посёлок | 117       | Ленинский сельсовет       |
| 14 | Источный         | посёлок | 35        | Фурмановский сельсовет    |
| 15 | Каменное         | село    | 307       | Красновский сельсовет     |
| 16 | Конное           | село    | 69        | Фурмановский сельсовет    |
| 17 | Красное          | село    | 724       | Красновский сельсовет     |
| 18 | Курлин           | посёлок | 365       | Малозайкинский сельсовет  |
| 19 | Лебедев          | посёлок | 73        | Уральский сельсовет       |
| 20 | Ленинский        | посёлок | 777       | Ленинский сельсовет       |
| 21 | Лесопитомник     | посёлок | 304       | Соболевский сельсовет     |
| 22 | Луч              | посёлок | 253       | Пылаевский сельсовет      |
| 23 | Ляшево           | посёлок | 246       | Ленинский сельсовет       |
| 24 | Маевка           | посёлок | 339       | Володарский сельсовет     |
| 25 | Малочаганск      | посёлок | 71        | Мирошкинский сельсовет    |
| 26 | Малый Зайкин     | посёлок | 706       | Малозайкинский сельсовет  |
| 27 | Мансурово        | село    | 412       | Фурмановский сельсовет    |
| 28 | Маштаков         | посёлок | 159       | Малозайкинский сельсовет  |
| 29 | Межевой          | посёлок | 106       | Уральский сельсовет       |
| 30 | Мирошкино        | село    | 803       | Мирошкинский сельсовет    |
| 31 | Назаровка        | посёлок | 345       | Фурмановский сельсовет    |
| 32 | Новая Жизнь      | посёлок | 71        | Сергиевский сельсовет     |
| 33 | Новостройка      | посёлок | 285       | Сергиевский сельсовет     |
| 34 | Озёрное          | село    | 707       | Пылаевский сельсовет      |
| 35 | Осочный          | посёлок | 133       | Соболевский сельсовет     |
| 36 | Первомайский     | посёлок | ↘5959     | Первомайский сельсовет    |
| 37 | Пономарёво       | посёлок | 497       | Володарский сельсовет     |
| 38 | Приречный        | посёлок | 199       | Фурмановский сельсовет    |
| 39 | Пруды            | посёлок | 72        | Фурмановский сельсовет    |
| 40 | Пятилетка        | посёлок | 8         | Советский сельсовет       |
| 41 | Революционный    | посёлок | ↘482      | Революционный сельсовет   |
| 42 | Рубежинский      | посёлок | 934       | Рубежинский сельсовет     |
| 43 | Ручьёвка         | посёлок | 120       | Ленинский сельсовет       |
| 44 | Самаркин         | посёлок | 60        | Ленинский сельсовет       |
| 45 | Сергиевка        | село    | 567       | Сергиевский сельсовет     |
| 46 | Соболево         | село    | 1034      | Соболевский сельсовет     |
| 47 | Советское        | село    | 804       | Советский сельсовет       |
| 48 | Степнянка        | посёлок | 155       | Соболевский сельсовет     |
| 49 | Таловое          | село    | 81        | Красновский сельсовет     |
| 50 | Тёплое           | село    | 196       | Красновский сельсовет     |
| 51 | Тюльпан          | посёлок | ↘431      | Фурмановский сельсовет    |
| 52 | Ударный          | посёлок | 282       | Рубежинский сельсовет     |
| 53 | Уральский        | посёлок | 1158      | Уральский сельсовет       |
| 54 | Усов             | посёлок | 217       | Уральский сельсовет       |
| 55 | Фурманов         | посёлок | 534       | Фурмановский сельсовет    |
| 56 | Чапаевка         | посёлок | 3         | Ленинский сельсовет       |
| 57 | Шапошниково      | село    | 603       | Шапошниковский сельсовет  |
| 58 | Яганово          | посёлок | 14        | Красновский сельсовет     |

## Экономика
Основная отрасль экономики района — производство сельскохозяйственной продукции. Специализация района — зерновая и мясомолочная. Производством сельскохозяйственной продукции занимаются 18 крупных и средних сельскохозяйственных предприятий (СПК «Авангард», СПК «Никольское», СПК «Мирошкин», СПК «им. Фурманова» и др.), 95 крестьянско-фермерских хозяйств и личные подсобные хозяйства.
Промышленность района представлена топливной промышленностью (отрасль нефтедобывающая). На территории проложено около 800 км газопроводов.

## Транспорт
По территории района проходит шоссе «Бугульма—Бугуруслан—Бузулук—Уральск». На крайнем юго-западе района проходит шоссе «Самара—Уральск». На крайнем северо-западе района находится железнодорожная станция Тюльпан, расположенная на ветке «Погромное—Пугачёв».
Первомайский район граничит с Республикой Казахстан на протяжении 232 км. Существует два пункта пропуска через границу: крупный открытый для граждан всех стран мира — «Маштаков» и небольшой только для граждан России и Казахстана — «Тёплое».